# 金枕黑雀
金枕黑雀（学名：Pyrrhoplectes epauletta）为雀科金枕黑雀属的鸟类。在中国大陆，分布于云南、西藏等地。中国三有（有益的或有重要经济、科学研究价值的）保护鸟类。常见于南方高山、夏季栖于海拔2000-5000m 高处、生活于森林下木和竹丛中、尤喜在落叶阔叶林中以及有时到菜园中。该物种的模式产地在尼泊尔。